# Многораздельные мышцы
Многораздельные мышцы (лат. Musculi multifidi) — являются составляющей частью поперечно-остистой мышцы. Относятся к глубоким мышцам спины.
На своём протяжении многораздельные мышцы прикрыты полуостистыми, а в поясничной области — поясничной частью длиннейшей мышцы. Мышечные пучки располагаются на всём протяжении позвоночного столба между остистыми и поперечными отростками позвонков, перекидываясь через 2, 3 или 4 позвонка.
Мышечные пучки начинаются от задней поверхности крестца, заднего отрезка подвздошного гребня, сосцевидных отростков поясничных, поперечных отростков грудных и суставных отростков четырёх нижних шейных позвонков. Заканчивается на остистых отростках всех позвонков, кроме атланта.

## Функция
Являясь составной частью поперечно-остистой мышцы, при сокращении вместе с остальными пучками участвует в разгибании позвоночного столба и наклоне его в стороны.